# جعفرآباد (گرگان)
جعفرآباد، روستایی است از توابع بخش بهاران شهرستان گرگان در استان گلستان ایران.
این روستا واقع در دهستان قرق و در فاصله 25 کیلومتری شهر گرگان قرار دارد.
جعفرآباد یکی از 37 روستای هدف گردشگری استان گلستان و از جمله زیباترین آنهاست.

## جمعیت
براساس آمار خانه بهداشت  در حال حاضر این روستا دارای 900 نفر جمعیت است.(1402)
زمین شناسی روستای جعفرآباد:
با توجه به موقعیت و جایگاه جغرافیایی جعفرآباد و تطبیق آن در تقسیمات زمین شناسی ایران (اشتوکلین 91968-69) مشخص می گردد که این محدوده در زون زمین شناسی البرز شرقی قرار دارد.
نوع سنگ مادری آن شیست سبز گرگان و به سن پره کامبرین ارزیابی میشود.
این منطقه در سازند خوش ییلاق قرار داشته که سن آن دونین میانی تا بالایی در نظر گرفته میشود. همچنین شامل رسوبات لسی و شبه لسی با سن کواترنری البرز است.
از نظرژئومورفولوژی دارای دامنه منظم -فاقد برونزدگی سنگی- یال های پهن و کوتاه دارای حرکات دامنه ای در حاشیه آبراهه ها -نیمرخ آبراهه ها به شکل وی باز تا یو شکل.
از نظر نفوذ پذیری در شرایط معمول نفوذ پذیری و شکل سنگ مخزن خوب ارزیابی شده اما در شرایط سیلابی ضعیف است.
و در نهایت از نظر پایداری پایدار و مستعد ناپایداری در شرایط مرطوب  و در صورت دخالت مکانیکی ارزیابی میشود.

شرایط آب و هوایی:
این روستا به طور ویژه به دلیل همجواری با جنگل در طول روز آب وهوایی معتدل  ودر شب آب و هوایی رو به خنکی و  سرد  و شبه کوهستانی دارد.میزان بارش در این روستا نسبت به مناطق همجوار همیشه بیشتر است.
جنگل و روستای جعفرآباد از سرشاخه های متعدد رودخانه لاله بند و آبشارهایی همچون سرچشمه و نوکوه و همچنین چند مرداب زیبا هم در طبیعت خود و هم در زمینه سازی برای ایجاد اشتغال بهره میبرد.
وضعیت اقتصادی اجتماعی مردم روستا:
شغل اصلی مردم جعفرآباد  با توجه به آب و هوای خوب و نزدیکی به جنگل  و دسترسی به آب رودخانه  برای سال های طولانی شامل کشاورزی و دامپروری بوده  و هست.
همچنین در فاصله جاده اصلی گرگان-بجنورد تا روستای جعفر آباد تعداد زیادی گارگاه ازقبیل سنگ شکن ، چندین مرغداری ،کارخانه آب معدنی  (از جمله کارخانه و شرکت  شناخته شده آ ب نیرو بخش گلستان، اکساب )و امثالهم وجود دارد که تا حدودی برای برای مردم روستا فرصت شغلی ایجاد کرده اند.
البته ناگفته نماند در دهه گذشته با رونق گردشگری در این روستا  اکنون بسیاری از زنان و مردان درحال رونق بخشیدن هرچه بیشتر به خانه های بوم گردی و اضافه کردن امکانات بیشتر  برای فراخوان مهمانان و گردشگران از نقاط مختلف کشور هستند.

امکانات گردشگری و دسترسی روستا:
این روستا در حال حاضر دارای پنج اقامتگاه بوم گردی با مجوز میراث فرهنگی و حدودا ده خانه مسافر دارای مجوز است. که در همه فصول سال پذیرای مهمانان و گردشگران هستند.
همچنین این روستا دارای پارک بازی،کمپینگ گردشگری،مسجد و مدرسه ابتدایی و چندین فروشگاه برای تهیه اقلام ضروری روزمره می باشد.
نزدیکترین پاسگاه انتظامی به روستا واقع در شهر قرق است.
خبرهای خوب:
در ماه های آتی شاهد کلنک زنی پروژه تفریحی-رفاهی و اسب سواری توسط سرمایه گذار بنام دکتر شریفی در جعفرآباد خواهیم بود که این امر به حتم سبب رونق هرچه بیشتر این روستای هدف گردشگری خواهد شد.